# Ingvar Björk
Ingvar Björk (1925 – 4. april 2011), var en svensk illustrator. Björk har illustreret en række bøger, specielt bøger om faglitteratur indenfor naturen og dyrelivet.

## Priser og udmærkelser
- Årets Pandabok (børnebogs-klassen) 1994